# Alessandra Lucchino
Alessandra Lucchino (Lamezia Terme, 1º aprile 1984) è una schermitrice italiana, specializzata nella sciabola.
Il suo miglior risultato è la medaglia d'oro nella sciabola a squadre vinta al campionato mondiale di scherma tenutosi a l'Avana nel 2003.

## Palmarès

### Risultati élite
In carriera ha ottenuto i seguenti risultati:
Mondiali
Individuale
- Bronzo nella sciabola a Lipsia 2005

A squadre
- Oro nella sciabola a L'Avana 2003

Mondiali militari
Individuale
- Bronzo nella sciabola a Grosseto 2005

A squadre
- Argento nella sciabola a Grosseto 2005

Europei
Individuale
A squadre
- Bronzo nella sciabola a Lipsia 2010
- Bronzo nella sciabola a Legnano 2012

Campionati italiani
Individuale
- Oro nella sciabola a Padova 2004
- Oro nella sciabola ad Assisi 2005
- Oro nella sciabola a Napoli 2007
- Argento nella sciabola a Siracusa 2010
- Argento nella sciabola a Torino 2015
- Bronzo nella sciabola a Bologna 2012

A squadre
- Oro nella sciabola a Siracusa 2010
- Oro nella sciabola a Bologna 2012
- Oro nella sciabola a Trieste 2013
- Argento nella sciabola a Tivoli 2009
- Argento nella sciabola a Acireale 2014
- Argento nella sciabola a Roma 2016
- Bronzo nella sciabola a Livorno 2011
- Bronzo nella sciabola a Gorizia 2017

### Risultati giovani
Mondiali giovani
Individuale
- Argento nella sciabola a Trapani 2003

A squadre
- Oro nella sciabola a South Bend 2000
- Argento nella sciabola a Trapani 2003

Europei giovani
Individuale
A squadre
- Bronzo nella sciabola a Conegliano 2002